# Адольф Гюнляйн
Адольф Гюнляйн (нім. Adolf Hühnlein; 12 вересня 1881; Нойштедтляйн, округ Байройт — 18 червня 1942, Мюнхен) — державний діяч нацистської Німеччини, корфюрер (керівник) Націонал-соціалістичного механізованого корпусу, генерал-майор вермахту, рейхсляйтер.

## Біографія
Родом із селянської родини. Отримав військову освіту, закінчив військову академію в Мюнхені в 1912 р У роки Першої світової війни командував батальйоном, в кінці війни служив в Генеральному штабі.
Після війни командував батальйоном у фрайкорі Франца фон Еппа. У 1923 р виступив на захист Гітлера, в зв'язку з чим був змушений покинути рейхсвер. У тому ж році брав участь в нацистському путчі і провів 6 місяців в ув'язненні.
З 1924 входить у вище керівництво СА, з 1925 - квартирмейстер НСДАП. Ернст Рем присвоїв йому звання обергруппенфюрера СА і призначив начальником автомобільної служби СА. У 1930 р був заснований Націонал-соціалістичний автомобільний корпус, перейменований в 1931 р в НСКК, як підрозділ СА. Після смерті Рема Гітлер виділив НСКК в якості самостійної організації, хоча фактично з тих пір вона була під контролем СС.
Під час війни відповідав за транспорт в рейху, в тому числі на окупованих територіях.
Посмертно отримав найвищу нагороду рейху - Німецький орден. Його наступником був призначений Ервін Краус. До теперішнього часу Гюнляйн є почесним громадянином міст Байройт і Арвайлер.

## Нагороди

### Перша світова війна
- Залізний хрест 2-го класу (13 вересня 1914)
- Орден «За заслуги» (Баварія)
  - 4-го класу з мечами (27 березня 1915)
  - 4-го класу з короною і мечами (3 березня 1919)
- Залізний хрест 1-го класу (18 листопада 1915)
- Орден Корони (Пруссія) 4-го класу[3]

### Міжвоєнний період[3]
- Орден крові (№8; 1934)
- Почесний хрест ветерана війни з мечами
- Почесний знак гау Мюнхен «9 листопада 1923»
- Почесний партійний знак «Нюрнберг 1929»
- Німецький Олімпійський знак 1-го класу (1936)
- Медаль «У пам'ять 13 березня 1938 року»
- Медаль «У пам'ять 1 жовтня 1938»
- Медаль За вислугу років в НСДАП в бронзі (10 років)
- Кинджал керівника НСКК

### Друга світова війна[3]
- Медаль «За будівництво оборонних укріплень»
- Хрест Воєнних заслуг 2-го класу з мечами
- Хрест Воєнних заслуг 1-го класу з мечами
- Німецький орден (№3; 21 червня 1942) — нагороджений посмертно.

### Почесні звання
- Почесний громадянин міст Байройт і Бад-Ноєнар-Арвайлер.